# Боэций
Ани́ций Ма́нлий Торква́т Севери́н Боэ́ций (лат. Anicius Manlius Torquatus Severinus Boethius, также в латинизированной форме Boetius), в исторических документах Аниций Манлий Северин Боэций (ок. 480 — 524, по другим сведениям 526:20, Павия или Кальвенцано) — римский государственный деятель, философ-неоплатоник, теоретик музыки, христианский теолог, святой католической Церкви (память 23 октября).

## Жизненный путь
По материнской линии происходил из знатного римского рода Анициев. С большой вероятностью сын консула, префекта Рима и претория Флавия Манлия Боэция. Имя Boethius (производное от др.-греч. βοηθός — помощник, заступник), возможно, указывает на греческое происхождение семьи отца. Имя Severinus по одной версии считается крестильным, по другой — указывает на связь с императорской династией Севе́ров. Имя Torquatus, которое иногда встречается в справочной и научной литературе, позднейшее и неподлинное.
Отец Боэция (консул в 487 году) умер, когда Боэций был ещё ребёнком. Мальчика взял на воспитание или усыновил Квинт Аврелий Меммий Симмах (консул в 485 г., затем глава сената и префект Рима), один из наиболее авторитетных государственных деятелей своего времени, знаток и ценитель греческой и римской античности. В семье сенатора Боэций получил прекрасное воспитание и первоначальное образование.
Достоверно неизвестно, где учился Боэций. По одной достаточно распространённой версии, Боэций учился в Александрии (П. Курсель, ещё в 1940-х годах доказывавший, что ни о каком философском образовании в тогдашнем Риме речи быть не могло, а также Л.Минио-Палюелло, Л.Обертелло) либо в Афинах (Бонно, Фогель, де Рейк); афинская версия отвергалась рядом исследователей (Т. Ходжкин, Х. Ф. Стюарт, Дж. О’Доннелл):3. Согласно другой точке зрения, Боэций вполне мог получить образование, не покидая Италии:29:4:326—327, а его обучение в Александрии или Афинах — всего лишь легенда:3—4.
Боэций женился на дочери Симмаха Рустициане. Два его сына от этого брака — Флавий Симмах и Флавий Боэций. К тридцати годам приобрёл известность как разносторонне образованный, эрудированный человек, глубоко знавший греческие науки и философию и занимавшийся среди прочего механикой:326.
В правление короля остготов Теодориха Великого, захватившего Италию, Боэций занимал ответственные государственные должности: сенатор, в 510 году — консул, в 522—24 годах — magister officiorum, первый министр королевства (высшая административная должность). Боэций упоминал о своём консульстве в написанном в 510 году комментарии на «Категории», жалуясь на недостаток времени для научных занятий:329.
С 510 по 522 годы продолжал заниматься науками и философией, в период с 519 по 522 годы написал несколько небольших теологических трактатов, вероятно, вследствие возобновления в Риме богословских споров:330.
В 523 (датировка бургундского хрониста второй половины VI в. Ма́рия из Аванша:331) или 524 году в результате придворной интриги был обвинён в государственной измене, заключён в тюрьму и спустя год или два казнён. Точные дата и место смерти неизвестны (в качестве даты рассматривались 524, 525 и 526 годы, в качества места — Павия и Кальвенцано). Казни предшествовал суд, по сути бывший инсценировкой и проходивший в отсутствие ответчика. Боэция обвиняли в ряде преступлений: заговоре против власти, стремлении вернуть Риму утраченную свободу и святотатстве (осквернении святынь или злоупотреблении магией):332.
Кенотаф (символическая гробница) Боэция находится в павийской церкви Чель д'Оро.
Смерть Боэция произвела глубокое впечатление на современников и на потомков. В Павии в раннее средневековье существовал культ Боэция как мученика церкви, узаконенный в 1883 году.

## Творчество и научная деятельность
В ожидании казни написал (в прозе и стихах) своё главное сочинение «Утешение Философией» («De consolatione philosophiae»), которое стало одной из популярнейших книг Средневековья и оказало сильное влияние на европейскую литературу. «Утешение Философией» оказалось последним значимым произведением древнего мира, свободным от возрастающего влияния христианства. В этом контексте важно, что Боэций персонифицирует философию в виде женщины, не имеющей связи с христианскими образами.
Автор «Утешения» пытался решить проблему совмещения свободы воли с промыслом Бога. С одной стороны, если Бог всё предвидит, то свободы воли не существует. С другой — свобода человека, его воля всё-таки существует, а это подрывает способность Бога проникать во мрак будущего. Это видимое противоречие Боэций объясняет тем, что знание Богом наших будущих действий, их предвидение, не является необходимой причиной самих этих действий. Боэций наставляет читателя, чтобы тот уклонялся от зла, своё сердце устремлял к добродетели, а ум — к истине.
Познать истину — стать свободным: Боэций рассуждает о свободе воли в духе стоиков, полагающих за свободу сознательное, с ясным пониманием происходящего смирение пред неизбежным. «Боэций полагает в качестве свободного не что иное, как суждение, и сама наша воля свободна лишь постольку, поскольку опирается на суждение разума»
Боэций — автор ряда богословских трудов: «О Троице» («De Trinitate», 520-21 гг.), «Провозглашают ли Отец и Сын и Святой Дух Божественность субстанциально» («Utrum Pater et Filius et Spiritus Sanctus de divinitate substantialiter praedicentur»), «О седмицах» («De hebdomadibus», 518-20 гг.), «О католической вере» («De fide catholica», до 513 г.), «Против Евтихия и Нестория» («Contra Eutychen et Nestorium», ок. 513 г.).
В трактатах по дисциплинам квадривия — арифметике («Основы арифметики», традиционное латинское название — «Libri II de institutione arithmetica») и музыке («Основы музыки», «Libri V de institutione musica») — передал европейской цивилизации метод и базовые знания лучших греческих авторов (преимущественно пифагорейцев) в области «математических» наук. Возможно, также написал учебники геометрии и астрономии. Квадривиальные учебники — самые ранние работы Боэция; они традиционно датируются 500—506 гг.
Много Боэций сделал и в области переводов с греческого языка на латинский важнейших учёных трактатов древности. Он перевёл и сопроводил комментариями логические труды Аристотеля «Категории» («Praedicamenta»; 2 перевода и комментарий; после 510 г.), «Об истолковании» («De interpretatione»; 3 перевода и 2 комментария; последний около 516 г.), первую «Аналитику», «Топику», «Софистические опровержения» (3 последние — только переводы, комментарии не сохранились). «Введение» (в Категории Аристотеля) Порфирия («Isagoge») откомментировал дважды (в 504-09 гг. малый, после 510 г. сочинил большой комментарий). Кроме того, Боэций написал обширный комментарий (в 7 книгах) к (небольшой по размеру) «Топике» Цицерона (520—523 гг., не дописан). Переводы Боэция иногда перерастают рамки жанра, превращаясь в толкование, содержат оригинальные размышления, понятия и термины. Метод интерпретации оригинала сам Боэций определял такими словами:
Сам я не следую покорно замыслам другого [автора] и не связываю сам себя строжайшим законом перевода, но, чуть свободней отклоняясь с чужого пути, ступаю не след в след. То, что у Никомаха говорится о числах пространно, я изложил с умеренной краткостью, а то, что изложено бегло и доходит до сознания с трудом, я раскрыл с помощью собственных скромных добавлений таким образом, что иногда для очевидности я пользовался и своими формулами и схемами.
Значительную ценность в учебных трактатах (в целом компилятивных) представляют интерполяции античных источников. Некоторые интерполяции такого рода уникальны.
Собственные труды Боэция по логике (диалектике):
- О категорическом силлогизме (De syllogismo categorico; 505—506).
- О делении (De divisione; 515—520)
- О гипотетических силлогизмах (De hypotheticis syllogismis; 516—522)
- О различиях в топиках (De topicis differentiis; 522—523)
- Введение в категорические силлогизмы (Introductio ad syllogismos categoricos; др. название Liber ante praedicamenta; ок. 523)

## Рецепция

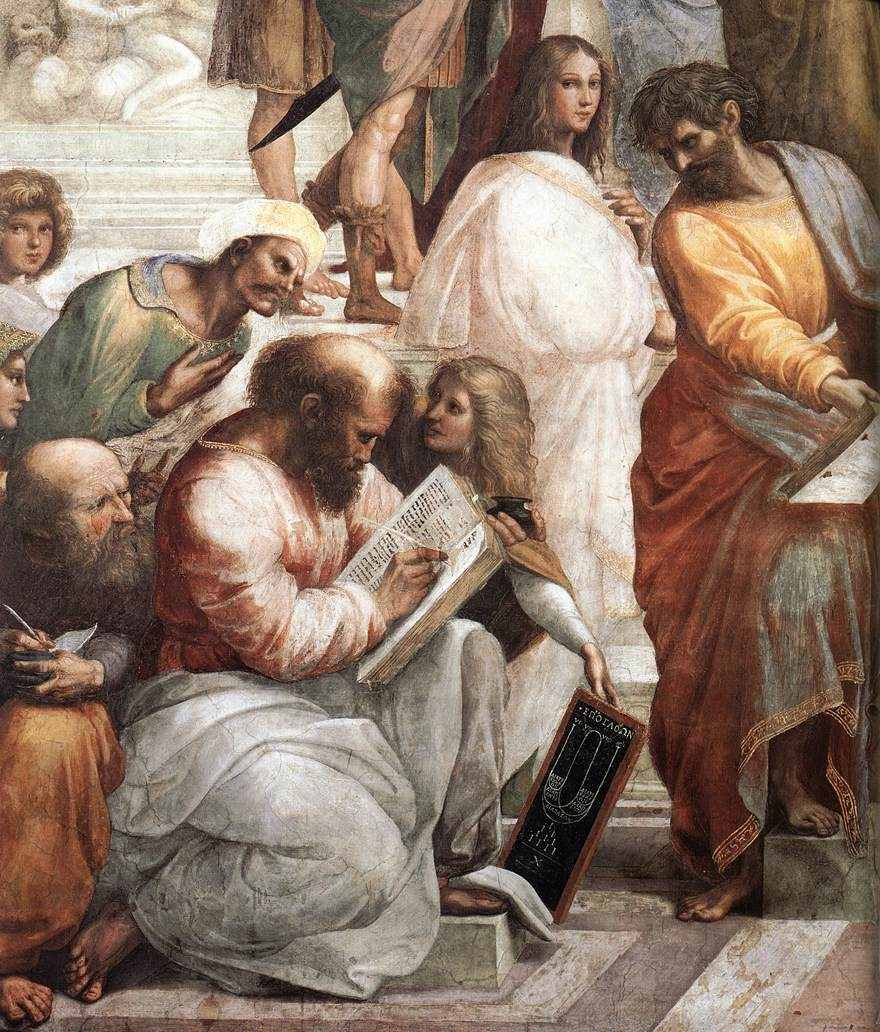
Боэций (крайний слева, подглядывающий в записи пишущего Пифагора) на Рафаэлевой фреске «Афинская школа»

Переводы и толкования Боэция сыграли значительную роль в распространении философии и формировании систематического образования в Средние века. В то время «Утешение Философией» было одним из самых популярных литературных и философских сочинений (английский перевод «Утешения» выполнил ещё в XIV в. Дж. Чосер), стихи из него в IX—XI вв. перекладывали на музыку (сохранившиеся музыкальные фрагменты изданы С.Барреттом в 2013 году). Труды по диалектике (логике), арифметике, музыке составили основу средневекового университетского образования. Первое полное собрание сочинений Боэция было выполнено братьями Форливио в Венеции в 1492 году. Своё значение сохраняет и (в целом устаревшее) полное издание Боэция в латинской «Патрологии» Миня (PL, t.63 [1860]) — в связи с тем, что современных критических изданий нескольких его трудов (например, комментария к «Топике» Цицерона) нет.
Достоверных прижизненных изображений Боэция не сохранилось. Наиболее ранним претендентом считается поэт или мыслитель на диптихе из слоновой кости V—VI веков (диптих известен под названием «Поэт и муза»), который хранится в музее кафедрального собора Монцы. Обширная средневековая и ренессансная иконография чаще всего отражает репутацию Боэция как философа, математика и учёного музыканта.
В честь Боэция назван кратер на Меркурии и кратер на Луне.
В 2016 году Б. Бэгби и С. Барретт сделали современную исполнительскую редакцию («реконструкцию») латинских песен на стихи из «Утешения Философией», по английской невменной рукописи XI века.

## Издания оригинальных трактатов
- Manlii Severini Boetii opera omnia, ed. J.-P. Migne // PL 64. Parisiis, 1847.
- Boetii De institutione arithmetica libri duo // Gottfried Friedlein. Anicii Manlii Torquati Severini Boetii De institutione arithmetica libri duo: De institutione musica libri quinque. Accedit geometria quae fertur Boetii. Lipsiae, 1867
- Boetii De institutione musica libri quinque // Gottfried Friedlein. Anicii Manlii Torquati Severini Boetii De institutione arithmetica libri duo: De institutione musica libri quinque. Accedit geometria quae fertur Boetii. Lipsiae, 1867
- Boethii Philosophiae consolatio, ed. Ludouicus Bieler // Corpus christianorum, series latina XCIV. Turnholt: Brepols, 1957 (одно из лучших изданий «Утешения»)
- Boèce. Institution arithmétique. Texte établi et traduit par Jean-Yves Guillaumin. Paris: Les Belles Lettres, 2002. XCV, 431 p. (новое издание «Арифметики» Боэция с французским переводом и комментарием).
- De consolatione philosophiae. Opuscula theologica, ed. Claudio Moreschini // Bibliotheca scriptorum Graecorum et Romanorum Teubneriana. Berlin, New York: De Gruyter, 2005 (новое тойбнеровское издание «Утешения» и теологических трактатов).
- De syllogismo categorico: Critical edition with introduction, translation, notes and indexes, ed. C. T. Thörnqvist // Studia Graeca et Latina Gothoburgensia 68. Gothenborg, 2008.
- Introductio ad syllogismos categoricos: Critical edition with introduction, commentary and indexes, ed. C. T. Thörnqvist // Studia Graeca et Latina Gothoburgensia 69. Gothenborg, 2008.

## Переводы
- Аниция Манлия Торквата Северина Боеция. Утешение философское. / Пер. иеромонаха Феофилакта Русанова. СПб.: 1794. VI, 188 стр.
- Theological tractates and The Consolation of Philosophy, translated by H.F.Stewart // The Loeb Classical Library, vol. 74. London : Heinemann, 1918.
- Памятники средневековой латинской литературы IV—IX вв. — М.: Наука, 1970. — 444 с.
- Боэций. «Утешение философией» и другие трактаты. / Сост., автор статьи о Боэции и отв. ред. Г. Г. Майоров; перевод В. И. Уколовой и М. Н. Цейтлина — М., Наука. 1990. — 416 с. — (Серия «Памятники философской мысли»).; 2-е изд.: М.: Наука. 1996. — 355 с. (Кроме «Утешения» включает также Комментарий к Порфирию и четыре богословских трактата в русском переводе Т. Ю. Бородай и Г. Г. Майорова)
- Введение в категорические силлогизмы. // Вопросы философии. 1999. № 1.
- The Consolation of Philosophy. Translated by P. G. Walsh. Oxford; New York: Oxford University Press, 1999. ISBN 0198152280.
- Комментарий к «Категориям» Аристотеля. / Пер. А. В. Аполлонова. // Антология средневековой мысли. Т. 1. СПб, 2001. С. 113—160.
- Consolation of Philosophy. Translated, with introduction and notes, by Joel C. Relihan. Indianapolis: Hackett, 2001. xxxiii, 216 p. ISBN 0-87220-583-5.
- Trost der Philosophie / Hrsg. und übers. von Ernst Gegenschatz und Olog Gigon, eingeleitet und erl. von Olog Gigon, mit Literaturhinweisen von Laila Straume-Zimmermann. Düsseldorf: Artemis und Winkler, 2006. 211 S. ISBN 9783760841182.
- De institutione musica, liber I. Netzediert… und ins Deutsche übersetzt von Hans Zimmermann, Görlitz 2009 (перевод первых 19 глав Первой книги «Музыки» Боэция, сетевое издание).
- А. М. С. Боэций. Основы музыки / Подготовка текста, перевод с латинского и комментарий С. Н. Лебедева. — М.: Научно-издательский центр «Московская консерватория», 2012. — xl, 408 с. — ISBN 978-5-89598-276-1.; изд. 2-е, испр. и доп. М., 2019; ISBN 978‐5‐89598‐369‐0.

### на русском языке
- Бородай T. Ю. Боэций Аниций // Новая философская энциклопедия : в 4 т. / пред. науч.-ред. совета В. С. Стёпин. — 2-е изд., испр. и доп. — М. : Мысль, 2010. — 2816 с.
- Герцман Е. В. Музыкальная боэциана. — СПб.: Глаголъ, 1995. — 480 с. (включает комментированный перевод трактата о музыке); 2-е изд., под ред. Е. Е. Герцман. — СПб.: Невская нота, 2010. — 504 с.
- Голенищев-Кутузов И. Н. Средневековая латинская литература. — М.: Наука, 1972.
- Гусева М. А. Комментарии Боэция и их влияние на развитие схоластики // Логико-философские штудии-3, СПб.: Изд-во СПГУ, 2005. — С. 467—472.
- Гусева М. А. Логико-философские исследования Боэция. Дис. … канд. филос. наук: 09.00.07. СПб., 2006. 192 с. РГБ ОД, 61:06-9/182.
- Гусева М. А. О трактате Боэция «Гебдомады» // Современная логика: проблемы теории, истории и применения в науке: Материалы VI Международной научной конференции (22-24 июня 2000 г.). — СПб., 2000. — С. 446—447.
- Гусева М. А. Об интерпретации связки «есть» в боэциевском комментарии на трактат Аристотеля «Об истолковании»// Логико-философские штудии-2, СПб.: Изд-во Санкт-Петербургское философское общество, 2003, С. 223—227.
- Лебедев С. Н. Почему нужен новый перевод музыкального трактата Боэция // Старинная музыка, 2009, № 3. — С.1—12.
- Лебедев С. Н. Ладовая теория Боэция. Опыт реконструкции // Старинная музыка, 2010, № 1—2. — С.39—45.
- Лебедев С. Н. Спартанский декрет против Тимофея Милетского в музыкальном трактате Боэция // Музыковедение, 2010, № 9. — С.2—5.
- Лебедев С. Н. Мουσικός-musicus-музыкант. Очерк музыкальной терминологии Боэция // Научный вестник Московской консерватории, 2011, № 2. — С.52—65.
- Лебедев С. Н. О методе и стиле раннего Боэция (на материале «Музыки» и «Арифметики») // Научный вестник Московской консерватории, 2011, № 3. — С.24—39.
- Лисанюк Е. Н. Боэций о значении искусства топики // Verbum № 6. Аристотель и средневековая метафизика. Альманах Центра изучения средневековой культуры при философском факультете СПбГУ. — СПб., 2002.
- Лисанюк Е. Н. Утешение логикой? // Вестник СПбГУ, 2004, сер. 6, вып. 1, № 3.
- Лосев А. Ф. Творчество Боэция как переходный антично-средневековый феномен (некоторые уточнения) // Западноевропейская средневековая словесность. Сборник / Под ред. Л. Г. Андреева. — М.: Изд-во МГУ, 1985.
- Майоров Г. Г. Формирование средневековой философии. — М.: Мысль, 1979.
- Майоров Г. Г. Северин Боэций и его роль в истории западноевропейской культуры // Вопросы философии, 1981, № 4.
- Майоров Г. Г. Судьба и дело Боэция // Боэций. «Утешение Философией» и другие трактаты. — М.: Наука, 1990. ISBN 5-02-007954-5
- Матюшина И. Г. Боэций и король Альфред: поэзия и проза // Стих и проза в европейских литературах Средних веков и Возрождения / Отв. ред. Л. В. Евдокимова. М.: Наука, 2006. — С. 11—57. ISBN 5-02-033882-6 (в пер.).
- Сапрыкин Ю. М. Чосер и Боэций // Античное наследие в культуре Возрождения. — М., 1984. — С. 180—188.
- Тоноян Л. Г. Логический квадрат или логический треугольник: толкования Северина Боэция и Николая Васильева // Современная логика: проблемы теории и истории. Материалы Международной конференции. Санкт-Петербург, 24—26 июня 2010 г. — СПб., 2010. — C. 128—131. ISBN 978-5-288-05064-0
- Тоноян Л. Г. Логика и теология Боэция. — СПб: изд-во РХГА, 2013. — 383 с. ISBN 978-5-88812-549-6
- Уколова В. И. Боэций и средневековая культура // Византийский временник. Т. 43. — М., Наука, 1982.
- Уколова В. И. «Последний римлянин» Боэций. (Серия «Из истории мировой культуры»). — М.: Наука, 1987—160 с.
- Фокин А. Р. Боэций о человеческой свободе // Философия и культура, 2008. № 3. — С.44—47.
- Фокин А. Р., Герцман Е. В. Боэций // Православная энциклопедия. — М., 2003. — Т. VI : Бондаренко — Варфоломей Эдесский[англ.]. — С. 118-126. — 752 с. — 39 000 экз. — ISBN 5-89572-010-2.

### на английском языке
- Boethius. His life, thought and influence / Ed. Margaret Gibson. — Oxford: Basil Blackwell, 1981. ISBN 0-631-11141-7 (18 статей по всей научной проблематике, биографический очерк, иконография рукописей Боэция, обзор библиографии; см. оглавление).
- Chadwick, Henry[англ.]. Boethius. The Consolations of Music, Logic, Theology, and Philosophy. — Oxford: Oxford University Press, 1981.
- Morton, Catherine. Marius of Avenches, the Excerpta Valesiana, and the death of Boethius // Traditio 38 (1982), p. 107—136 (детальное обсуждение обстоятельств и датировки смерти).
- Sachs K.-J. Boethius and the judgement of the ears: a hidden challenge in medieval and Renaissance music theory // The second sense, ed. C. Burnett, M. Fend and P. Gouk. London, 1991, p. 169—198.
- Marenbon J. Boethius. — Oxford; N.Y.: Oxford University Press, 2003. — 272 p.
- The Cambridge Companion to Boethius / Ed. John Marenbon. — Cambridge: Cambridge University Press, 2009. ISBN 978-0-521-87266-9, ISBN 978-0-521-69425-4
- A Companion to Boethius in the Middle Ages / Eds. N. H. Kaylor, Ph. E. Phillips. — Leiden: Brill, 2012. — 662 p. ISBN 978-90-04-18354-4. Google preview
- Hicks A.J. Music, myth and metaphysics: Harmony in twelfth-century cosmology and natural philosophy. Ph. D. diss. University of Toronto, 2012 (обширное обсуждение рецепции Боэция в XII веке).
- Martindale J. R. Anicius Manlius Severinus Boethius // Prosopography of the Later Roman Empire. — Cambridge: Cambridge University Press, 1980. — Vol. II. — P. 233—237.

### на немецком языке
- Gruber, Joachim. Kommentar zu Boethius «De consolatione philosophiae». 2te, erw. Aufl. — Berlin; N.Y.: Walter de Gruyter, 2006. — XI, 520 SS.
- Heilmann, Anja. Boethius' Musiktheorie und das Quadrivium: eine Einführung in den neuplatonischen Hintergrund von «De institutione musica». Göttingen: Vandenhoeck & Ruprecht, 2007. — 400 SS. ISBN 978-3-525-25268-0.

### на французском, итальянском и др. языках
- Atti del Congresso internazionale di studi Boeziani (Pavia, 5—8 ottobre 1980), curavit L. Obertello. Roma, 1981.
- Boèce ou la chaîne des savoirs: Actes du colloque internationale de la Fondation Singer-Polignac (Paris 8-12 juin 1999), ed. Alain Galonnier etc. Leuven: Peeters, 2003. XVIII, 789 p. ISBN 9789042912502. Google preview